# アディダス
アディダス（Adidas AG、"adidas"）は、靴、衣類、アクセサリーのデザイン・製造を行うドイツの多国籍企業。ヨーロッパでは最大のスポーツウェアメーカーであり、世界ではナイキに次ぐ第2位。

## 沿革
- 1900年 - アディダスの創始者であるアドルフ・ダスラーがドイツのニュルンベルク近郊のヘルツォーゲンアウラハで、靴職人の息子として誕生。
- 1920年 - ニュルンベルク近郊のヘルツォーゲンアウラッハで、兄ルドルフ・弟アドルフのダスラー兄弟が靴製造の会社「ダスラー兄弟商会」を設立、主にルドルフが販売、アドルフが生産を担当した[2]。
- 1933年 - ダスラー兄弟がナチス党に加入し国家社会主義自動車軍団のメンバーとなる[3]。アドルフはヒトラーユーゲント「スポーツ課」にも所属した[4]。ダスラー兄弟商会はドイツ国防軍調達の靴会社で最大手になった[注釈 1]。
- 1943年 - 靴工場が対戦車砲工場として使用されるようになった[5]。
- 1945年 - 戦後、米軍が兵器製造に使用された靴工場を解体しかけたが、アドルフの妻の嘆願により解体を免れた[6]。
- 1948年 - 兄弟の意見対立により「ダスラー兄弟商会」を解消、アドルフはアディダス社を設立した[2]。社名の「アディダス」はアドルフの愛称「アディ」と「ダスラー」をつなげたもの[2]。なお、兄ルドルフはアウラハ川の対岸にRUDA社を設立。これが翌年、プーマ社となった。川を挟んで両社は地域を含めた競争に発展、親がどちらに勤めているかで入学する小学校が決まり、サッカーの試合ではそれぞれの靴を履いて対戦した[2]。
- 1951年 - フィンランドのスポーツブランドカルフより3本線（スリーストライプ）の登録商標の権利譲渡を受ける。
- 1965年 - テニスシューズ「ハイレット」を発表。これが後の「スタンスミス」（英語版）となった。
- 1970年 - オールレザーのバスケットシューズ、「スーパースター」発表。
- 1970年以降、アドルフの息子であるホルスト・ダスラーが実権を握り始める。ホルストはスポーツ広告代理店インターナショナル・スポーツ・アンド・レジャー(ISL)を電通と共同で設立し、フアン・アントニオ・サマランチ（第7代IOC会長）やジョアン・アヴェランジェ（第7代FIFA会長）、プリモ・ネビオロ（第4代IAAF会長）らといったスポーツ界の大物達と太い人脈を持ったことなどから、後の近代オリンピックやFIFAワールドカップといった大規模なスポーツイベントの商業化に大きな影響を与えたとされる[7]。また、これによりスポーツ界全般においても大きな力を持つようになった。この時期、アディダスは売上高で世界一のスポーツ用品メーカーであった。
- 1978年 9月7日 - アドルフ・ダスラーがエルランゲンで死去。78歳[8]。
- 1987年 4月10日 - ホルスト・ダスラーが51歳で病死した。アドルフの娘たちとホルストの息子たちとの間での経営権争いもあり、アディダスの経営は迷走を始めた。
- 1990年 - フランス人実業家ベルナール・タピが株式の過半を取得、経営権を握る。これによりダスラー家とアディダスとの資本関係はほぼ消滅した。この頃、アディダスはナイキ、リーボックに次ぐ業界3番手に転落していた。
- 1993年 - 銀行団主導でフランス人実業家の「ロベール・ルイ・ドレフュス」が経営権を握る。ドレフュスのもとでアディダスは黒字化、復活を果たした。
- 1995年 - フランクフルト証券取引所に上場。
- 1997年 - ウインタースポーツ用品メーカーのサロモンを買収。世界ナンバー2のスポーツ用品メーカー、アディダス−サロモングループになる。これによりテーラーメイドゴルフを傘下とする。
- 1998年 - 2月、日本法人が設立し、ノーマン・フォスター設計の矢来町のビルに入居（旺文社と入れ替わり）。
- 2005年 - リーボック株を取得し、リーボックをグループに加える。10月25日、フィンランドのスポーツ用品メーカー、アメアスポーツコーポレーションにサロモン部門を売却。
- 2015年 - ラッパーのカニエ・ウェストとのコラボレーションライン「YEEZY」をスタートさせる[9]。（現在販売は終了。以下のレーベルを参照。）
- 2015年 6月29日 - 国連本部で行われた気候変動イベントの中で、シーシェパードの下部組織である海洋保護団体「PARLEY FOR THE OCEANS」とパートナー契約を結ぶことを発表した。[10][11]その活動の一環として、西アフリカ沖で集めたとされる刺し網を100%再利用して作ったスニーカーを現在まで共同で制作し続けている。[12]
- 2017年 - テーラーメイドゴルフを含むゴルフ部門（アパレル及びシューズ事業を除く）を投資会社に売却[13]。
- 2023年1月1日、カスパー・ローステッドCEOの後任として、プーマのビョルン・グルデンがCEOに就任[14]。 なおグルデンの就任まではハーム・オルマイヤーCFOが同社を率いる予定[14]。

## ロゴの種類
3本線はアディダスの登録商標であるため、ロゴ扱いとなり2000年代のある時期からテニスの4大大会などにおいて、ウェアの3本線の大きさ（長さ）の制限がなされている。この3本線は、1951年にフィンランドのスポーツブランドカルフから約1600ユーロとウィスキー2本で使用権を買ったもの。

別バージョンのパフォーマンスロゴ

トレフォイルロゴ

- ワールドマーク
地球の形をしたロゴマークで、1960年代に使用されていた。
- トレフォイルロゴ
1972年に初登場した。月桂樹の冠をモチーフにした三つ葉マーク（Trefoil）。1995年までadidas社のカンパニーロゴとして使用された。その後使用されない時期もあったが、2001年より復刻シリーズ「adidas originals (アディダス オリジナルス)」やファッションアイテムにて本格的に再使用されるようになった。
- パフォーマンスロゴ
1991年に初登場した。別名：エキップメント、スリーバー。三本線で三角形をかたどったマーク。当初は高機能素材の商品のみに使用され、各カテゴリの最高機種「ベスト・オブ・アディダス」を意味していた。その後、一般ユーザーからの人気が高まり、1997年より通常アイテムにも採用されるようになった。
- グローブロゴ
2002年に初登場。円に斜めの3本線が入ったマーク。「adidas NEO（後のadidas neo）」や「adidas SLVR」といった10代・20代向けのラインにも当初は採用されていた。
- リニアロゴ（「adidas」や「adidas neo」など、“文字のみ”のロゴ）

## 主な製品

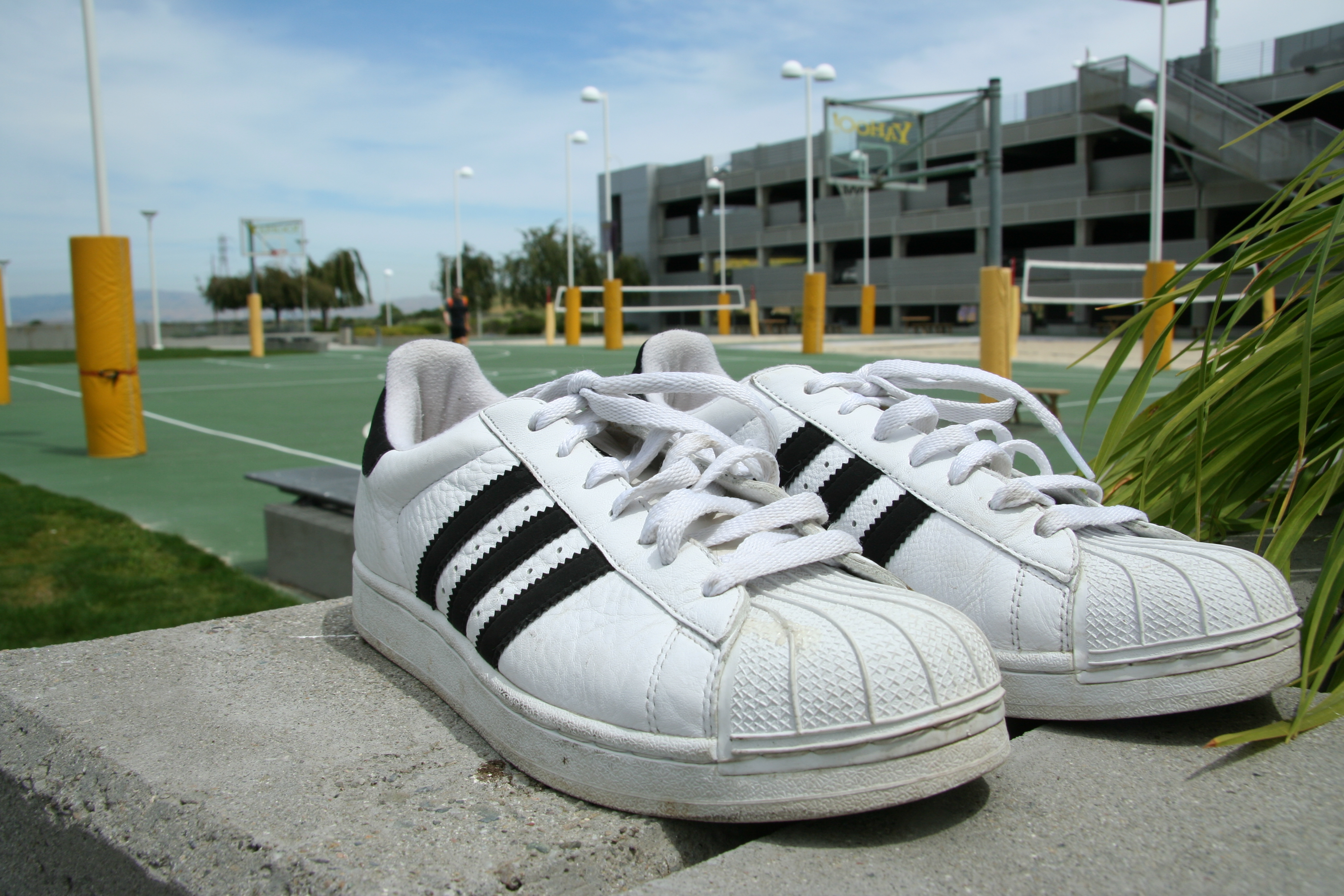
スーパー・スター

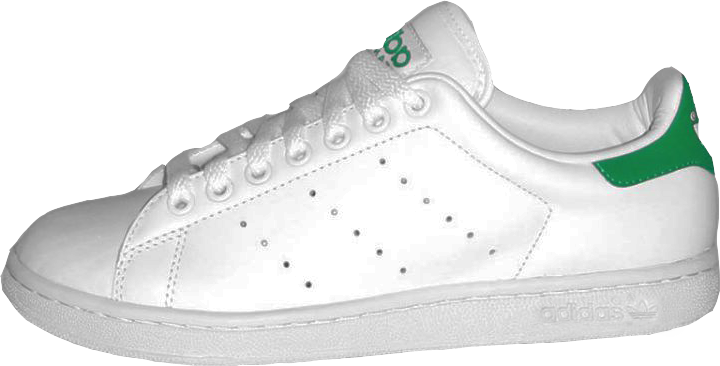
スタン・スミス

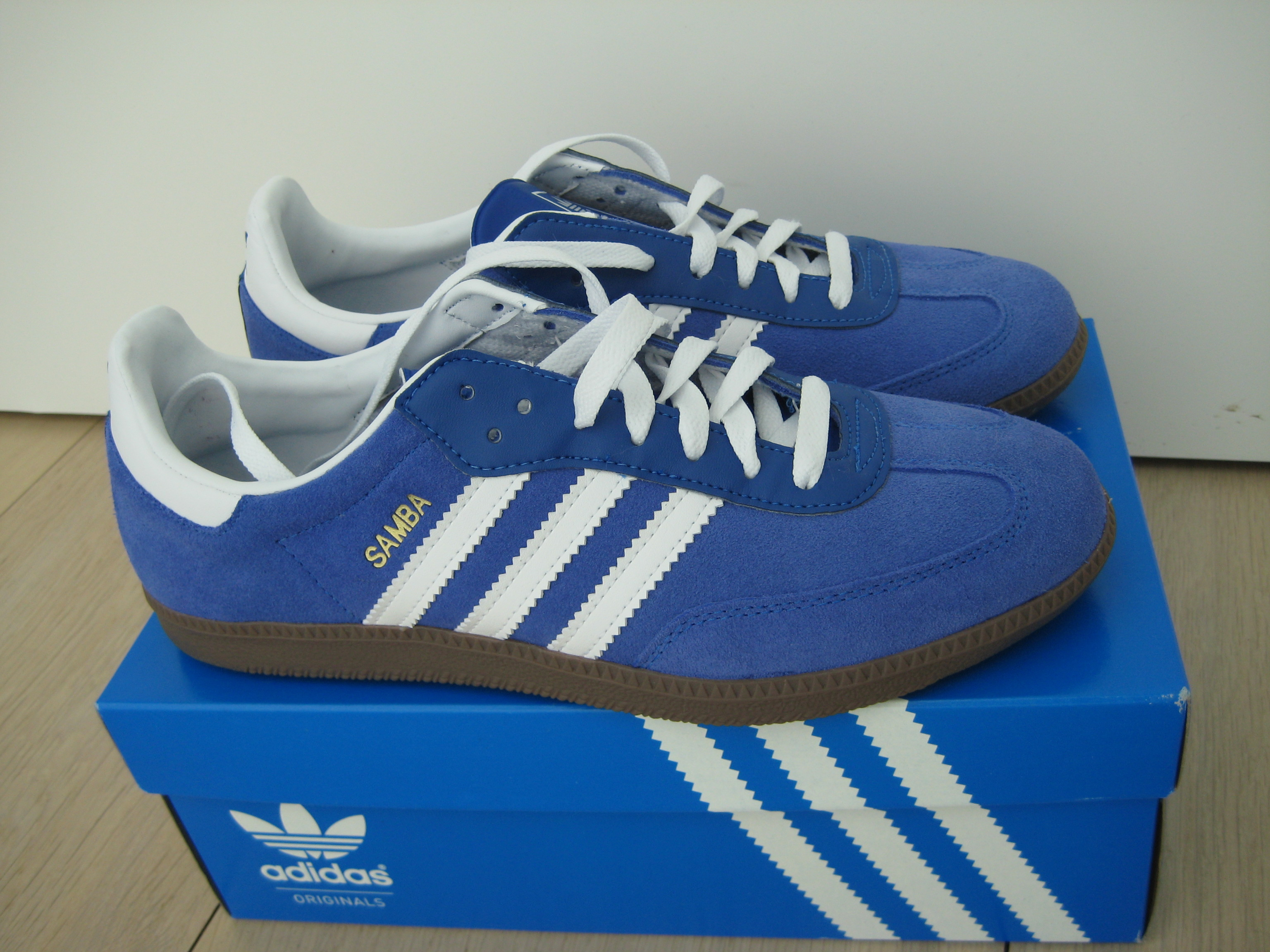
サンバ

- スーパー・スター
- スタン・スミス
- カントリー
- ガゼル/ガッツレー
- サンバ
- フォーラム
- BW army
- キャンパス
- NMD
- ニッツアー
- オレゴン

## レーベル
- adidas ADVENTURE （アディダス・アドベンチャー）
1990年代初頭にアディダスのアウトドアラインとして日本から登場したブランド。後にドイツのアディダスでも製造されるようになった。ロゴは「adidas ADVENTURE」の文字のみ。
- adidas originals （アディダス・オリジナルス）
トレフォイルロゴを用いた復刻シリーズ。
- adidas skateboarding （アディダス・スケートボーディングス）
通称：adidas SB。adidas originalsの中のスペシャルラインとして2006年に初登場した。トレフォイルロゴを使用している。「アディダス・スケートチーム」に所属するストリートスケーターたち（MARK GONZALEZ、DENIS BUZENITZ、TIM O'CONNOR、SILAS BAXTER-NEALなど）のために作られたが、一般に向けても少量のみ販売となった。
- Y-3 （ワイ・スリー）
山本耀司とのコラボレーベル。2002年に誕生。
- adidas neo （アディダス・ネオ）
旧表記：adidas NEO。若者向けのレーベル。表記が「adidas NEO」だった頃は、グローブロゴを用いていた。また、エースが販売しているアディダスの鞄やバッグパックにも、「adidas neo」のロゴがあしらわれている。
- adidas SLVR （アディダス・シルバー）
若者向けのレーベルで、銀色を使ったアイテムを主に生産している。当初はグローブロゴを用いていた。
- YEEZY adidas Originals by KANYE WEST （イージー・アディダス・オリジナルス・バイ・カニエ・ウェスト）
ラッパーのカニエ・ウェストとコラボレーションしたプレミアムライン。アイテムリリースはシーズン問わず限定的でデザインは全てカニエが担当していたが、2022年にカニエの反ユダヤを主張する発言やSNS上での投稿[18]が物議を醸し、この件に反応したアディダスは10月25日をもってカニエとの契約を解消。同時にプロダクトの展開も終了している[19]。
- adidas × Parley  （アディダス × パーリー）
リサイクルした海洋プラスティックでできた、海洋環境保護団体「パーリー・フォー・ザ・オーシャン（Parley for the Oceans）」とのコラボレーション。2015年に発表。

## 特別モデル
- Oregon JK （オレゴン ジェイ ケイ）
2001年にジャミロクワイのリーダーであるジェイ・ケイがデザインしたオレゴンシリーズスニーカー。2024年2月14日に再製造された。詳細はケイの「帽子とファッション」参照。

## アディダスジャパン株式会社
1998年2月の設立時は、旺文社と入れ替わりに旺文社本社ビルに入居した。
日本でのアディダスブランドはそれまで販売代理店として兼松スポーツ（兼松の子会社）、デサントなどが請け負っていた。1990年代初頭からはアディダスのアウトドアラインとして「アディダス・アドベンチャー」というブランドが日本で登場している（後にドイツのアディダスでもこのラインは製造されるようになった）。そして1998年（平成10年）、直営日本法人が設立された。
- ショールーム : 東京都・江戸川橋
- 開発施設「アディダス フットウェアラボ」 : 兵庫県神戸市長田区[20]

## 不祥事・社会問題

### 労働問題
1998年（平成10年）のFIFAワールドカップフランス大会の公式試合球「トリコロール」をパキスタンの工場で10歳未満の子供達の手で作らせていたことが発覚、UNICEFとILOは、1日12-16時間ずつ指紋が消え去るほどにして皮切れを綴らせた行為は深刻な児童虐待だと結論を出した上で、アディダスに巨額の児童保護基金を出させ公開釈明させた。

### 独占禁止法違反
2011年（平成23年）4月12日、同社商品「イージートーン」の安売り禁止を小売店に強制したとして、アディダスジャパンが私的独占の禁止及び公正取引の確保に関する法律（独占禁止法）違反（再販売価格の拘束）の疑いで、公正取引委員会の立ち入り検査を受けた。同委員会は2012年（平成24年）3月2日に、同社に対し独占禁止法違反で排除措置命令を出した。

### 個人情報漏洩
2011年（平成23年）5月19日、契約しているサッカー選手が来店した情報を、東京都銀座店の店員がTwitterで流出させたとして当該社員から事情聴取をしたうえで公式サイトで謝罪した。